# Puntius rhombeus
Puntius rhombeus är en fiskart som beskrevs av Maurice Kottelat 2000. Puntius rhombeus ingår i släktet Puntius och familjen karpfiskar. IUCN kategoriserar arten globalt som livskraftig. Inga underarter finns listade i Catalogue of Life.